# 3464 Owensby
3464 Owensby је астероид главног астероидног појаса чија средња удаљеност од Сунца износи 2,239 астрономских јединица (АЈ).
Апсолутна магнитуда астероида је 13,4.